# Asingana
Asingana är ett släkte av fjärilar. Asingana ingår i familjen nattflyn.
Kladogram enligt Catalogue of Life:
| Asingana | \| \| Asingana armatalis \| \| \| \| \| \| Asingana delicata \| \| \| \| |
|          | \| \| Asingana armatalis \| \| \| \| \| \| Asingana delicata \| \| \| \| |
|          | Asingana armatalis                                                       |
|          |                                                                          |
|          | Asingana delicata                                                        |
|          |                                                                          |